# Nadejda Michina
Pour les articles homonymes, voir Michina.
Nadejda Vladimirovna Michina (en russe : Надежда Владимировна Мишина) est une joueuse de volley-ball russe née le 4 février 1991 à Tcheliabinsk. Elle mesure 1,88 m et joue au poste de centrale. 

## Clubs
| Club             | De        | À         |
| ---------------- | --------- | --------- |
| Avtodor-Metar    | 2008-2009 | 2012-2013 |
| Oufimotchka Oufa | 2013-2014 | 2013-2014 |
| VK Voronej       | 2014-2015 | 2014-2015 |
| VK Metar         | 2015-2016 | 2015-2016 |
| VK Severianka    | 2016-2017 | 2016-2017 |
| VK Astana        | 2017-2018 | 2017-2018 |
| Dinamo-Metar     | 2018-2019 | …         |